# Yangel Herrera
Yangel Clemente Herrera Ravelo (ur. 7 stycznia 1998 w La Guaira) – wenezuelski piłkarz, występujący na pozycji środkowego lub defensywnego pomocnika w hiszpańskiej Gironie oraz w reprezentacji Wenezueli. Uczestnik Copa América 2019, 2021 i 2024.